# Wygoda Łączyńska
Wygoda Łączyńska (kaszub. Łątczińskô Wigòda; niem. Wigodda, Wiegental) – wieś w Polsce, położona w województwie pomorskim, w powiecie kartuskim, w gminie Stężyca.
Wieś leży na Pojezierzu Kaszubskiem, na obszarze Kaszubskiego Parku Krajobrazowego, w bliskim sąsiedztwie Jeziora Raduńskiego Dolnego. Wchodzi w skład sołectwa Łączyno.
W latach 1975–1998 Wygoda Łączyńska administracyjnie należała do województwa gdańskiego.
Przed 2023 r. miejscowość była częścią wsi Łączyno.
Wygoda Łączyńska 31 grudnia 2017 r. miała 38 stałych mieszkańców. Jest częścią składową sołectwa Łączyno.

## Zabytki
Według rejestru zabytków NID na listę zabytków wpisany jest zespół kościoła parafialnego, nr rej.: A-1837 z 29.10.2008 i z 3.09.2015:
- kościół pw. św. Józefa, 1913–15,
- kaplica przedpogrzebowa, 1914,
- Kościół pw. św. Józefa z 1914 r.cmentarz kościelny,

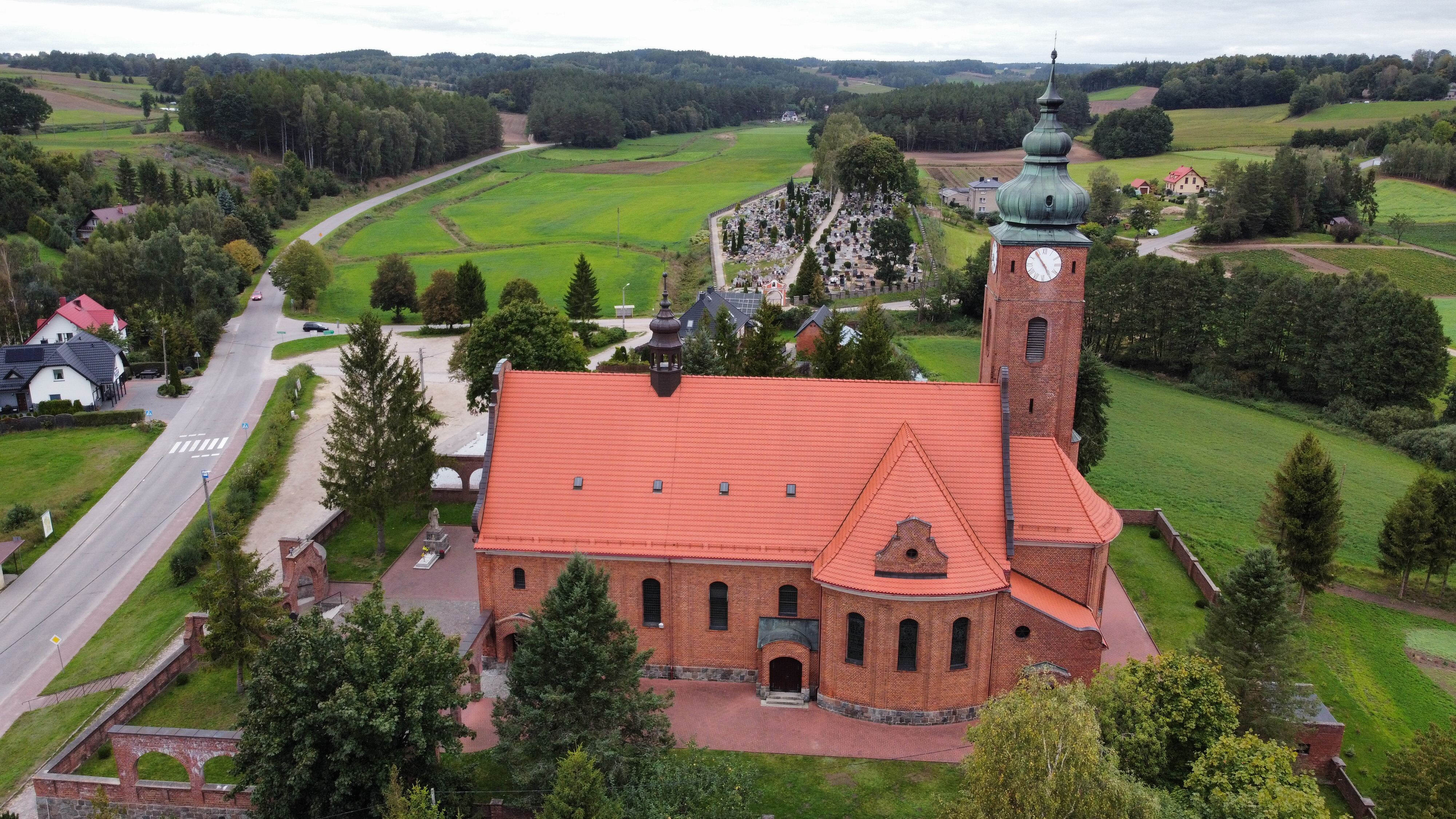
Kościół pw. św. Józefa z 1914 r.

- atrium z ogrodzeniem, mur z arkadami, bramą i furtami, 1 ćw. XX w.,
- plebania z otoczeniem, 1903,
- 2 budynki gospodarcze przy plebanii.

Neobarokowy kościół parafialny pod wezwaniem św. Józefa został zbudowany w latach 1913–1914 wg projektu architekta Fritza Kunsta z Kolonii. Ma dwie wieże i jest otoczony murem z arkadami. Wcześniej, w 1903 r., postawiono plebanię, organistówkę i budynki gospodarcze. Pierwszy proboszcz – Anastazy Sadowski – decydując o lokalizacji świątyni nie kierował się rangą miejscowości (liczącej wówczas 13 osób), lecz  wygodą wiernych z okolicznych miejscowości, z których drogi krzyżowały się właśnie w tym miejscu.
20 października 1984 r., gdy biskupem diecezjalnym diecezji chełmińskim był bp. Marian Przykucki, w tym kościele ks. Franciszek Grucza odprawił pierwszą mszę św. w języku kaszubskim. 24 października 2014 Dziennik Bałtycki doniósł, że w istocie sprawowano tu dwie msze, które roszczą sobie prawo do pierwszeństwa: 8 października 1983 i 20 października 1984.